# 카탈루냐 국제 판타스틱 영화제

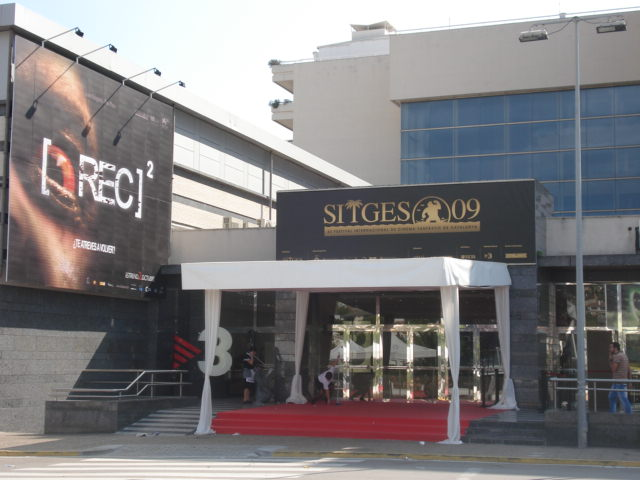
2009년 카탈루냐 국제 판타스틱 영화제

카탈루냐 국제 판타스틱 영화제(카탈루냐어: Festival Internacional de Cinema Fantàstic de Catalunya)는 스페인 바르셀로나 근교의 해변 휴양지 시체스에서 매년 10월에 개최되는 영화제이다.